# マージ・ショット
マーガレット・"マージ"・キャロライン・ウニュヴェーア・ショット（英語: Margaret "Marge" Carolyn Unnewehr Schott, 1928年8月18日 - 2004年3月2日）は、アメリカメジャーリーグ、シンシナティ・レッズの元オーナー。1985年から1999年までレッズのオーナーを務めた。大リーグ2番目の女性オーナーであった。（最初の女性オーナーはニューヨーク・メッツの初代オーナーであるジョーン・ホイットニー・ペイスン）

## 生涯
オハイオ州シンシナティ生まれ。母親シャーロットはドイツ出身で、ドイツ系アメリカ人である父親エドワード・ヘンリー・ウニュヴェーアは林業を勤しむ裕福な人物だった。4人の姉妹がいる。マージはやはり裕福なショット家のチャールズと1952年に結婚。自動車販売業などの事業に興味を覚えた。
彼女は以前からシンシナティ・レッズのファンで、1963年には子供病院で開いたチャリティに選手を招待もしている。1981年からは球団の株式を持ち始め、1984年には議決権を行使するに充分な比率を確保。1985年には球団社長兼CEOに就任した。チケットや観客席で売られるホットドッグの価格を抑えたり、地区に優先的に振り分けるなど、彼女の地域を重視した球団運営はファンに評価された。
金銭を惜しまない姿勢は選手にも及び、活発なトレードでは高い報酬を期待させた。ただ、口の悪さは既に耳目を集めていた。故障者リストに載った選手への報酬を払う必要性を公然と認めず、マーク・ポルトガルについて「私はあの男の（ただベンチに）座るケツのために400万ドルを払ってるんじゃないわよ!」と不満を漏らした。また彼女は、ファームへの投資には積極的でなかった。
2001年には長年の喫煙が災いし、呼吸不全を起こしていた。2003年には、一部で風邪や膝の調子が悪かったためとも言われたが、肺炎で2度入院していた。2004年からは長期入院していたが、3月2日に死去した。

## 論争
マージは、野球界においてよく論争を巻き起こし、偏屈な人物の一人として注目を集めた。ナチス・ドイツの指導者アドルフ・ヒトラーの政策に対し「最初は良かったが、行き過ぎだった」とヒトラーを賞賛する様な声明をした事によりに、1996年から1998年までMLBによるチームの管理を禁止された。またアフリカ系アメリカ人やユダヤ系アメリカ人と日系人に向けた人種的な中傷発言などで物議を醸していた。